# Artykuły panieńskie
Artykuły panieńskie, a dokładnie „Artykuły panieńskie na Sejm Walny 1637” – pierwszy znany emancypowany manifest kobiecy w Polsce. 
Kobiety domagały się w nim ograniczenia władzy ojcowskiej oraz opiekunów prawnych, ograniczenia zbyt szerokiej władzy męża oraz prawa do kształcenia i możliwości brania udziału w życiu politycznym. Manifest wzorował się na prawach kobiet włoskich i francuskich. 